# تعارض‌های درونی
تعارض‌های درونی یعنی مسئله‌های حل نشده یا نیمه تمامی که می‌توانند به صورت هشیار یا ناهشیار باشند . تعارض هنگامی‌روی می‌دهد که ما مجبور هستیم از بین دو گزینهٔ ناهمخوان و متضاد یکی را بر گزینیم . بسیاری از خواسته‌ها و چیزهایی که مردم می‌خواهند ناهمخوان هستند. تعارض ممکن است هنگامی پیش بیاید که دو نیاز یا انگیزه درونی در تضاد با یکدیگر قرار بگیرند. تعارض‌های درونی یکی از عواملی هستند که باعث استرس می‌شوند . تعارض معمولاً بین این انگیزه‌ها روی می‌دهد.
- استقلال در مقابل وابستگی
- الفت در برابر انزوا
- همکاری در برابر رقابت
- ابراز احساس‌ها و هیجانها در برابر استانداردهای اخلاقی.

هم چنین روان شناسان چهار نوع تعارض عمده را شناسایی کرده‌اند .
تعارض جاذب-جاذب ،تعارض دافع-دافع ،تعارض جاذب-دافع ،تعارض جاذب-دافع چند گانه